# Cynometra webberi
Cynometra webberi är en ärtväxtart som beskrevs av Baker f.. Cynometra webberi ingår i släktet Cynometra, och familjen ärtväxter. IUCN kategoriserar arten globalt som sårbar. Inga underarter finns listade i Catalogue of Life.